# Hugo Heyrman

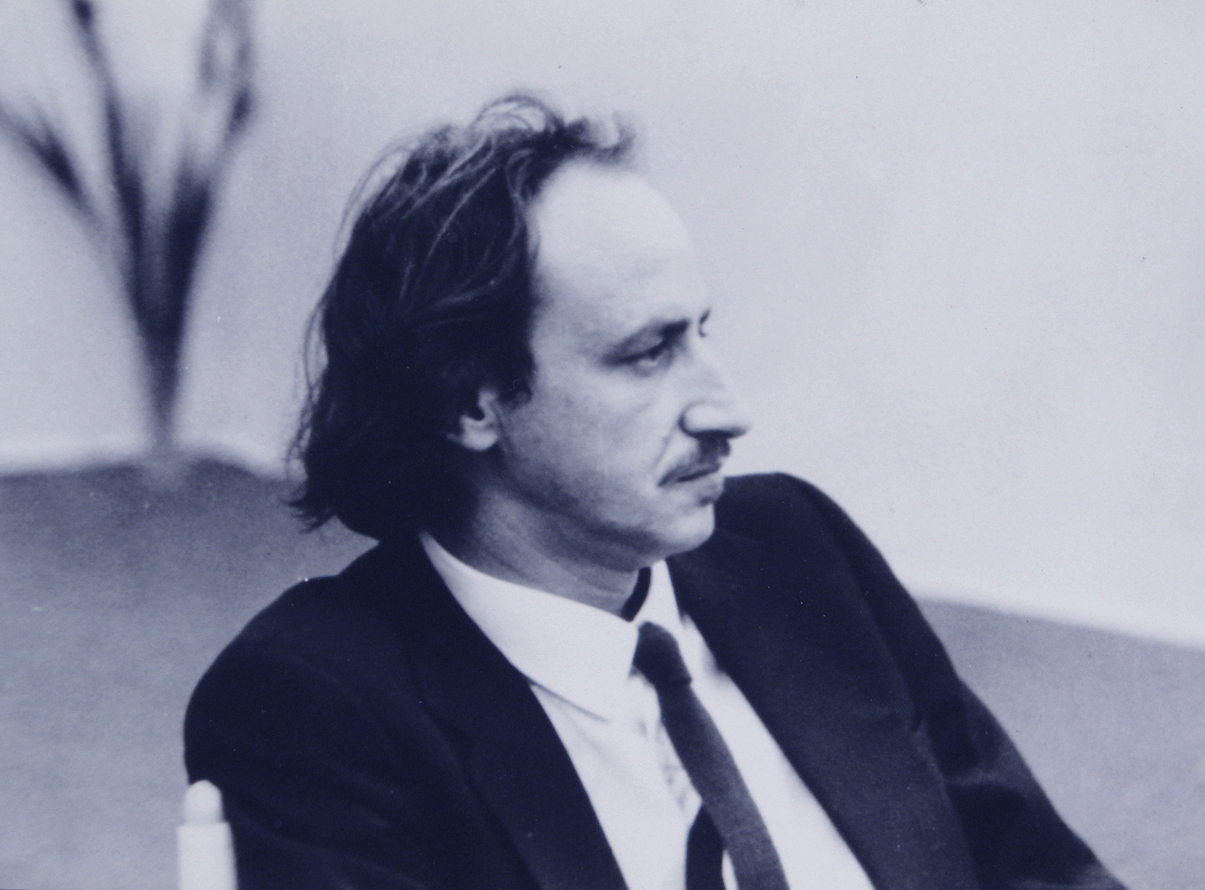
Hugo Heyrman op de FIAC (Internationale beurs voor hedendaagse kunst) Parijs 1981

Hugo Heyrman (Zwijndrecht, 20 december 1942), bekend onder de kunstenaarsnaam Dr. Hugo Heyrman, is een Belgische kunstschilder en nieuwe-mediakunstenaar. Hij werkt in Antwerpen.

## Situering
In de jaren 1960 maakte Heyrman naam met acties, happenings en conceptuele kunst. In 1975 werd hij laureaat, Prijs Jonge Belgische Schilderkunst. Hij schildert figuratief, abstraherend, met conceptuele kenmerken. De werkwijze zelf is verwant aan de informele schilderkunst.
Er is een invloed van fotografie, film en nieuwe media. Inhoudelijk wordt hij vooral gemotiveerd door het idee dat een moment van inzicht een heel leven kan overspoelen met betekenis.
Het ambigue, het enigmatische, en psychologische kantelmomenten, zijn sleutelbegrippen in Heyrman's oeuvre. In essentie wil hij als schilder, het onbekende in het bekende zichtbaar maken.

## Biografie
Nadat hij aanvankelijk muziek studeerde, schakelde hij over op de beeldende kunst. Hij kreeg een kunstopleiding aan de Koninklijke Academie voor Schone Kunsten van Antwerpen en werd laureaat aan het Nationaal Hoger Instituut voor Schone Kunsten (HISK) in Antwerpen. Vanaf (1980-2008) was hij als professor schilderkunst verbonden aan beide instituten.
In 1995 promoveerde hij als eerste Belg tot doctor in de kunstwetenschappen, met een thesis over Kunst & Computers: een verkennend onderzoek over de digitale transformatie van kunst, aan de Universiteit van La Laguna, Spanje. Hij bestudeerde er de relatie tussen kunst en computers.
In 1984 was er een eerste grote overzichtstentoonstelling, in het Koninklijk Museum voor Schone Kunsten Antwerpen.
Sinds 1993 is hij werkend lid van de klasse van de kunsten aan de Koninklijke Vlaamse Academie van België voor Wetenschappen en Kunsten te Brussel.

## Onderscheidingen
- Prijs voor Schilderkunst Burgemeester Camille Huysmans, Antwerpen (1975)
- Laureaat - Prijs Jonge Belgische Schilderkunst, Brussel (1975)
- Prijs van het Publiek - Europaprijs voor Schilderkunst van de Stad Oostende (1978)
- Prijs voor Schilderkunst, Provincie Antwerpen (1979)
- . Culture 2001 - Eervolle vermelding - Award voor beste Belgische culturele/artistieke internetsite, Brussel (2001)